# Sarbinowo, Gmina Dębno
Bản mẫu:Other places3
Sarbinowo [sarbiˈnɔvɔ] (tiếng Đức: Zorndorf) là một ngôi làng nằm ở quận hành chính Gmina Dębno, nằm trong Hạt Myślibórz, Tỉnh Tây Pomerania, ở miền Tây Bắc Ba Lan. Nó cách Dębno xấp xỉ 10 kilômét (6 mi) về phía Nam, cách Myślibórz chừng 35 km (22 mi) về phía Tây Nam, và cách thủ phủ Szczecin (Stettin) 86 km (53 mi) về phía Nam. Ngôi làng này có dân số gồm 490 người.
Vốn là khu định cư của người Tây Slavơ, ngôi làng này được kể đến lần đầu tiên vào năm 1261 như Torbarmstorp, vùng lãnh thổ của các Hiệp sĩ Dòng Đền. Vào năm 1335 nó được biết đến là Tzorbensdorf tại miền Neumark của Lãnh địa Bá tước Brandenburg. Vào năm 1540, nó thuộc về Johann, Bá tước của Brandenburg-Küstrin. Sau, làng này thuộc Vương quốc Phổ. Trong Chiến tranh Bảy năm (1756 – 1763), Zorndorf là nơi diễn ra trận đánh đẫm máu ngày 25 tháng 8 năm 1788 giữa hơn 4 vạn quân Nga do đại tướng William Fermor chỉ huy 37 nghìn quân Phổ do vua Friedrich II chỉ huy. Zorndorf trở thành một phần của Tỉnh Brandenburg vào năm 1815 và Đế quốc Đức vào năm 1871. Nó được chuyển nhượng cho Ba Lan vào năm 1945 theo Hội nghị Potsdam sau cuộc Chiến tranh thế giới lần thứ hai.